# 三浦泰年
三浦 泰年（みうら やすとし、1965年7月15日 - ）は、静岡県静岡市出身のサッカー指導者、元プロサッカー選手、サッカー解説者であり、元日本代表。現役時代のポジションはDF、（MF）。

## クラブ経歴

### ブラジル時代
静岡学園高校時代からテクニシャンとして名を馳せたが、全国の舞台とは無縁であった。同期には向島建がいる。1984年に卒業し、ブラジルのサントスFCでのサッカー留学を経験した。

### 清水エスパルスとJリーグでの活躍。そして指導者の道へ
1986年に読売サッカークラブに入団。1990年に弟知良も読売に入団した。1991年3月10日、ヤマハ発動機戦では、高校時代以来となる知良からのアシストでのゴールを決めた。
Jリーグ発足に伴い、1992年に前身となるチームを持たず新規に立ち上げられた清水エスパルスに移籍し初代主将を務める。『清水東三羽烏』と呼ばれた堀池巧、長谷川健太、大榎克己らとともに清水の主力選手として活躍。清水ではボランチを務めた。
1996年に読売を前身とするヴェルディ川崎に復帰したが、1998年にはリーグ戦出場16試合と出場機会が減り、シーズン終了後にV川崎から戦力外通告を受けアビスパ福岡へ完全移籍。精神的支柱として貢献したが、2001年に最終節でJ2へ降格した。
2002年にJ1・ヴィッセル神戸へ移籍。神戸では読売/V川崎時代に続き3度目となる「カズとの兄弟チームメイト」となったが、出場機会は少なく2003年シーズンを最後に現役を引退。
2004年からは新たに三木谷浩史代表取締役によるクリムゾングループによる運営となった神戸で「チーム統括本部長」に就任し、チーム強化を担当することとなった。しかし監督や選手の入退団が多くなり、2005年途中には成績不振の対策として清水時代から親交があり「尊敬している」とするエメルソン・レオン監督をブラジルから獲得し、自らも統括本部長からコーチに肩書きを変えベンチ入りして指導に当たるなどしたが、事態は好転せずチームはシーズン中最下位を抜け出せなかったためにレオン監督は解任され、三浦も同時に神戸を退団した（神戸はこの年J2へ降格）。
2006年より、父・納谷宣雄がGMを務めている静岡FCのテクニカルアドバイザー（総監督）に就任。2010年に藤枝MYFCとの合併でチームが消滅するまで任を務めた。この活動と並行してテレビや雑誌等、様々なメディアでサッカーの解説や執筆、講演を行なうとともに、自らが設立したクラブチームFCトッカーノで少年達への指導を行い、PUMAフットサルスタジアム世田谷ではスーパーバイザーを勤め、ヤス・サッカースクールを開講するなど後進の育成にも力を注いでいる。
2011年2月、ギラヴァンツ北九州の監督に就任。開幕前には、前シーズンに北九州が挙げた勝ち点15の4倍近い数値となる「勝ち点56」を目標に掲げた。初の監督業、また前年にわずか1勝での最下位に終わった北九州での指揮ということもあり下馬評は低かった。しかし木村祐志を始めとした他チームで出場機会の得られなかった若手選手を集め、開幕から徹底してパスを繋ぐ攻撃的サッカーを貫き、上位チームを次々に撃破。一時は5位にまで順位を上げ、昇格争いにも顔を出した。最終的に、開幕前の目標だった勝ち点56を達成し、勝ち点58の8位の成績を収めた。
2012年に去年を上回る「勝ち点82、70得点以上、55失点以内」を掲げた。この目標こそ達成できなかったものの、前年を上回る勝ち点64を上げ、2年連続の1桁順位となる9位に導いた。しかしレギュラーシーズン終了後の同年11月14日、契約を1年残して、北九州の監督を退任した。なお契約期間途中での自己理由による退任ではあるが、当初からペナルティは発生しない契約であった。
2013年より、東京ヴェルディの監督に就任。2月19日に行われた練習試合で、ペ・デウォンがカマタマーレ讃岐の藤田浩平に重傷を負わせる事態となった際の審判に対する言動が問題となり、東京V側の自主的処分として、J2リーグ戦開幕から2試合ベンチ入り停止となった。2013年はクラブ史上ワーストの13位に終わり、2014年も成績は20位に低迷し、9月15日に解任された。
2015年シーズンより、タイ・チエンマイFCの監督に就任。同年7月20日、20チーム中19位と成績が低迷していることから解任された。
2016年シーズンより、カターレ富山の監督に就任したが、同シーズンをもって契約満了となり監督を退任。
2017年シーズンより、鹿児島ユナイテッドFCの監督に就任。
2018年にクラブを初のJ2昇格へと導いたが、12月5日に契約満了による退団が発表された。
2021年7月15日、鈴鹿ポイントゲッターズの監督兼ゼネラルマネージャーに就任した。そして2022年、弟の知良を期限付き移籍で鈴鹿に迎えた。同年6月27日より運営会社「アンミリテッド」の代表取締役ゼネラルマネージャーとなり、代表取締役と監督とGMを兼務することになった。
ただ、2022年12月、同クラブ所属の一部選手、スタッフが三浦泰年GM兼監督について、過去に暴言などのパワーハラスメントがあったとして、日本サッカー協会に内部告発したことが報道された。既に同年11月中旬にまとめられたクラブの顧問弁護士による調査報告書で、「監督が怒ってモノに当たる」「選手に暴言を吐く」などの三浦のパワハラを認定したものの、外部調査が進まないことなどを理由に協会に通報したとされる。。なお、クラブ側は同年9月8日に三浦との2025年までの契約を更新している。
2023年2月1日、代表取締役GMからの退任が発表された。今後は監督業に専念する見込みとなっている。
2023年3月3日、上記のパワハラ問題に関してJFL規律委員会から三浦に対し2件の事案についてそれぞれ4試合のベンチ入り停止と譴責の処分が科せられた。これを受けて三浦は年俸10%の自主返納を申し出ている。
2024年2月17日、一身上の都合により鈴鹿監督を辞任したことを21日に発表。

## 日本代表

### 日本代表初出場
サッカー日本代表での初出場はワールドカップ・アジア最終予選だった。1993年に都並敏史のケガにより日本代表が左サイドバック不在に陥いると、読売時代にサイドバックの経験がある三浦泰が日本代表に選出され、1994 FIFAワールドカップ・アジア最終予選に代表戦初デビューとなった。そのアジア最終予選のサウジアラビア戦では果敢な攻撃参加をみせたものの、イラン戦ではポジショニングの悪さを見透かされ、度々左サイドを突破され、後半に中山雅史と交代となった、試合は2-1で敗れる結果となり、その後の3試合では勝矢寿延が先発フル出場した。

## 人物
- 愛称はヤスで実弟は"カズ"こと三浦知良。義妹（知良の妻）は女優の三浦りさ子。
- 甥は俳優の三浦獠太と格闘家の三浦孝太。いとこにサッカー選手の納谷伊織[26]、親戚にビームス社長の設楽洋がいる[27]。

## 所属クラブ
- 1981年-1983年  静岡学園高校
- 1984年-1985年  サントスFC
- 1986年-1992年  読売クラブ
- 1992年-1995年  清水エスパルス
- 1996年-1998年  ヴェルディ川崎
- 1999年-2001年  アビスパ福岡
- 2002年-2003年  ヴィッセル神戸

## 指導者経歴
- 2004年 - 2005年5月  ヴィッセル神戸 チーム統括本部長（ゼネラルマネージャー）
- 2006年 - 2009年  静岡FC テクニカルディレクター（総監督）
- 2011年 - 2012年  ギラヴァンツ北九州 監督
- 2013年 - 2014年9月  東京ヴェルディ 監督
- 2015年 - 同年7月  チエンマイFC 監督
- 2016年  カターレ富山 監督
- 2017年 - 2018年  鹿児島ユナイテッドFC 監督
- 2019年 - 2020年  ソコーロSC U-20 監督
- 2021年7月 - 2024年2月  アトレチコ鈴鹿クラブ 監督

## 個人成績

### クラブ
| 国内大会個人成績 | 国内大会個人成績 | 国内大会個人成績 | 国内大会個人成績 | 国内大会個人成績             | 国内大会個人成績 | 国内大会個人成績 | 国内大会個人成績 | 国内大会個人成績 | 国内大会個人成績 | 国内大会個人成績 | 国内大会個人成績 |
| 年度             | クラブ           | 背番号           | リーグ           | リーグ戦                     | リーグ戦         | リーグ杯         | リーグ杯         | オープン杯       | オープン杯       | 期間通算         | 期間通算         |
| 年度             | クラブ           | 背番号           | リーグ           | 出場                         | 得点             | 出場             | 得点             | 出場             | 得点             | 出場             | 得点             |
| ブラジル         | ブラジル         | ブラジル         | ブラジル         | リーグ戦                     | リーグ戦         | ブラジル杯       | ブラジル杯       | オープン杯       | オープン杯       | 期間通算         | 期間通算         |
| ---------------- | ---------------- | ---------------- | ---------------- | ---------------------------- | ---------------- | ---------------- | ---------------- | ---------------- | ---------------- | ---------------- | ---------------- |
| 1984             | サントス         |                  | 全国選手権       |                              |                  |                  |                  |                  |                  |                  |                  |
| 1985             | サントス         |                  | 全国選手権       |                              |                  |                  |                  |                  |                  |                  |                  |
| 日本             | 日本             | 日本             | 日本             | リーグ戦                     | リーグ戦         | JSL杯/ナビスコ杯 | JSL杯/ナビスコ杯 | 天皇杯           | 天皇杯           | 期間通算         | 期間通算         |
| 1986-87          | 読売             | 27               | JSL1部           | 5                            | 1                | 1                | 0                | 4                | 0                | 10               | 1                |
| 1987-88          | 読売             | 27               | JSL1部           | 13                           | 1                | 1                | 0                | 4                | 0                | 18               | 1                |
| 1988-89          | 読売             | 17               | JSL1部           | 15                           | 2                | 3                | 0                | 3                | 0                | 21               | 2                |
| 1989-90          | 読売             | 11               | JSL1部           | 19                           | 0                | 4                | 0                | 3                | 0                | 26               | 0                |
| 1990-91          | 読売             | 7                | JSL1部           | 22                           | 1                | 2                | 0                | 2                | 0                | 26               | 1                |
| 1991-92          | 読売             | 7                | JSL1部           | 7                            | 0                | 5                | 0                | 5                | 0                | 17               | 0                |
| 1992             | 清水             | -                | J                | -                            | -                | 11               | 0                | 2                | 1                | 13               | 1                |
| 1993             | 清水             | -                | J                | 19                           | 1                | 4                | 0                | 4                | 0                | 27               | 1                |
| 1994             | 清水             | -                | J                | 37                           | 2                | 1                | 0                | 1                | 0                | 39               | 2                |
| 1995             | 清水             | -                | J                | 48                           | 2                | -                | -                | 1                | 0                | 49               | 1                |
| 1996             | 東京V            | -                | J                | 19                           | 1                | 15               | 0                | 5                | 2                | 39               | 3                |
| 1997             | 東京V            | 15               | J                | 21                           | 0                | 5                | 0                | 1                | 0                | 27               | 0                |
| 1998             | 東京V            | 15               | J                | 16                           | 0                | 2                | 1                | 2                | 0                | 20               | 1                |
| 1999             | 福岡             | 28               | J1               | 23                           | 4                | 3                | 0                | 2                | 1                | 28               | 5                |
| 2000             | 福岡             | 5                | J1               | 25                           | 1                | 1                | 0                | 2                | 1                | 28               | 2                |
| 2001             | 福岡             | 5                | J1               | 26                           | 0                | 4                | 0                | 1                | 0                | 31               | 0                |
| 2002             | 神戸             | 21               | J1               | 7                            | 0                | 1                | 0                | 1                | 0                | 9                | 0                |
| 2003             | 神戸             | 21               | J1               | 17                           | 0                | 5                | 0                | 0                | 0                | 22               | 0                |
| 通算             | ブラジル         | ブラジル         | 全国選手権       | \|\|\|\|\|\|\|\|\|\|\|\|\|\| |                  |                  |                  |                  |                  |                  |                  |
| 通算             | 日本             | 日本             | J1               | 258                          | 11               | 52               | 1                | 22               | 5                | 332              | 17               |
| 通算             | 日本             | 日本             | JSL1部           | 81                           | 5                | 16               | 0                | 21               | 0                | 118              | 5                |
| 総通算           | 総通算           | 総通算           | 総通算           | \|\|\|\|\|\|\|\|\|\|\|\|\|\| |                  |                  |                  |                  |                  |                  |                  |

その他の公式戦
- 1990年
  - コニカカップ 8試合0得点
- 1991年
  - コニカカップ 3試合0得点
- 1996年
  - サントリーカップ 1試合0得点

## 代表歴

### 出場
| No. | 開催日         | 開催都市 | スタジアム                 | 対戦相手         | 結果       | 監督           | 大会                 |
| --- | -------------- | -------- | -------------------------- | ---------------- | ---------- | -------------- | -------------------- |
| 1.  | 1993年10月04日 | 東京都   | 国立霞ヶ丘競技場陸上競技場 | コートジボワール | ○1-0(延長) | ハンス・オフト | アフロ・アジア選手権 |
| 2.  | 1993年10月15日 | ドーハ   |                            | サウジアラビア   | △0-0       | ハンス・オフト | ワールドカップ予選   |
| 3.  | 1993年10月18日 | ドーハ   |                            | イラン           | ●1-2       | ハンス・オフト | ワールドカップ予選   |

### 出場大会
- 日本代表
  - ワールドカップ・アジア最終予選

## 監督成績
| 年度   | クラブ       | 所属   | リーグ戦 | リーグ戦 | リーグ戦 | リーグ戦 | リーグ戦 | リーグ戦 | カップ戦   | カップ戦  |
| 年度   | クラブ       | 所属   | 順位     | 試合     | 勝点     | 勝       | 分       | 敗       | ナビスコ杯 | 天皇杯    |
| ------ | ------------ | ------ | -------- | -------- | -------- | -------- | -------- | -------- | ---------- | --------- |
| 2011   | 北九州       | J2     | 8位      | 38       | 58       | 16       | 10       | 12       | -          | 3回戦敗退 |
| 2012   | 北九州       | J2     | 9位      | 42       | 64       | 19       | 7        | 16       | -          | 2回戦敗退 |
| 2013   | 東京V        | J2     | 13位     | 42       | 56       | 14       | 14       | 14       | -          | 3回戦敗退 |
| 2014   | 東京V        | J2     | 20位     | 31       | 27       | 6        | 9        | 16       | -          | 2回戦敗退 |
| 2015   | チエンマイFC | タイD1 | 19位     | 19       | -        | 4        | 7        | 8        | -          | -         |
| 2016   | 富山         | J3     | 6位      | 30       | 49       | 13       | 10       | 7        | -          | 2回戦敗退 |
| 2017   | 鹿児島       | J3     | 4位      | 32       | 55       | 17       | 4        | 11       | -          | 2回戦敗退 |
| 2018   | 鹿児島       | J3     | 2位      | 32       | 57       | 16       | 9        | 7        | -          | 2回戦敗退 |
| 2021   | 鈴鹿         | JFL    | 4位      | 16       | 32       | 10       | 2        | 4        | -          | -         |
| 2022   | 鈴鹿         | JFL    | 9位      | 30       | 41       | 12       | 5        | 13       | -          | 2回戦敗退 |
| 2023   | 鈴鹿         | JFL    | 9位      | 28       | 36       | 10       | 6        | 12       | -          | -         |
| 通算   | 日本         | -      | -        | 321      | -        | 133      | 76       | 112      |            |           |
| 通算   | タイ         | -      | -        | 19       | -        | 4        | 7        | 8        |            |           |
| 総通算 | 総通算       | 総通算 | -        | 340      | -        | 137      | 83       | 120      |            |           |

- 2014年・2015年は解任時点の成績。